# Walentin Janin
Walentin Ławrientjewicz Janin (ros. Валентин Лаврентьевич Янин, ur. 6 lutego 1929 w Wiatce (obecnie Kirow), zm. 2 lutego 2020 w Moskwie) – radziecki historyk.

## Życiorys
Po ukończeniu w 1946 ze złotym medalem szkoły w Moskwie studiował na Wydziale Historycznym Moskiewskiego Uniwersytetu Państwowego (był uczniem m.in. A. Arcychowskiego), który ukończył w 1951, po czym został aspirantem na katedrze archeologii tego wydziału. Brał udział w ekspedycjach archeologicznych. W 1956 został kandydatem, a w 1963 doktorem nauk historycznych. Od 1954 do końca życia pracował na katedrze archeologii Wydziału Historycznego Moskiewskiego Uniwersytetu Państwowego, gdzie do 1958 był młodszym pracownikiem naukowym, następnie do 1964 starszym pracownikiem naukowym, od 1964 do 1978 profesorem, od 1978 do 2016 kierownikiem katedry, a od 2016 do 2020 głównym pracownikiem naukowym. Opublikował ponad tysiąc artykułów naukowych i ok. 30 książek. Wypromował 23 kandydatów i 7 doktorów nauk historycznych. W 1966 został członkiem korespondentem, a w 1990 akademikiem Akademii Nauk ZSRR (następnie RAN). Od 1967 do 1991 wchodził w skład Prezydium Centralnej Rady Wszechrosyjskiego Towarzystwa Ochrony Pomników, od 1968 do 1974 był członkiem Komisji Archeologicznej przy Wydziale Historii Akademii Nauk ZSRR, od 1970 do 1976 przewodniczącym Międzyrepublikańskiego Sympozjum ds. Historii Agrarnej Europy Wschodniej przy Wydziale Historii Akademii Nauk ZSRR, a od 1980 do 1991 członkiem Biura Wydziału Historii Akademii Nauk ZSRR (od 1996: RAN). Od 1991 do 2001 był członkiem Prezydium RAN, następnie doradcą Prezydium RAN. W 1966 został laureatem Nagrody im. Łomonosowa Akademii Nauk ZSRR I stopnia. W 1983 otrzymał honorowe obywatelstwo Nowogrodu Wielkiego.

## Odznaczenia i nagrody
- Order Lenina (1990)
- Order „Za zasługi dla Ojczyzny” IV klasy (16 czerwca 2009)
- Nagroda Leninowska (1984)
- Nagroda Państwowa ZSRR (1970)
- Państwowa Nagroda Federacji Rosyjskiej (1996)
- Nagroda Diemidowska (1993)
- Nagroda Literacka Aleksandra Sołżenicyna (2010)
- Order Przyjaźni Narodów (1975)
- Order Czerwonego Sztandaru Pracy (1980)
- Medal Weterana Pracy (1984)
- Medal 850-lecia Moskwy (1997)
- Złoty Medal im. Łomonosowa Rosyjskiej Akademii Nauk (1999)